# Laura Martinozzi
Laura Martinozzi, född 1639, död 1687, hertiginna av Modena; gift med hertig Alfons IV av Modena. Hon var Modenas regent under sonens minderårighet 1662-1674. 

## Biografi

### Tidigt liv
Hon var dotter till den romerska adelsmannen Geronimo Martinozzi och Laura Margherita Mazzarino och en av de så kallade mazzarinette, systerdöttrar till den berömda kardinal Mazarin. Hon togs med sina systrar till Frankrike 1653, där deras morbror ville arrangera statusfyllda äktenskap åt dem. Gift 1655 med hertig Alfons IV av Modena

### Regent
Vid makens död 1662 blev hon som sin sons förmyndare statens regent vid 23 års ålder. Svårigheterna att bilda regering med oroligheter i staden och avund vid hovet gjorde att hon drabbades av ett nervöst sammanbrott innan hon lyckades stabilisera sitt styre. 
Hennes främsta rådgivare var hennes biktfader, fader Garimberti, och hennes före detta svåger kardinal Rinaldo d'Este. Hon förde därefter en stark regering och bedrev en hänsynslös brottsbekämpning. 
Hon återställde en statsbudget som varit på gränsen till kollaps genom en obeveklig beskattning och ett utgiftstak. Hon beskrivs som oförutsägbar och kunde genomdriva lösningar som gick emot de hon först föreslagit. 
Hon kunde finansiera religionsundervisning samtidigt som hon förlöjligade religionen och hon har kallats både högdragen despot och mild välgörare. Hon anlitade lönnmördare för att döda greve Eduardo Malvasia och greve Orazio Boschetti. 
Hon inrättade en klosterskola för fattiga flickor och öppnade ett getto för judar 1671. Hon närvarade vid sin dotter Maria av Modenas bröllop i London 1673. 
År 1674 utgick hennes mandat som regent. Hennes son bröt med henne efter detta, och hon flyttade till Rom med sin mor.